# Tagesanlagen

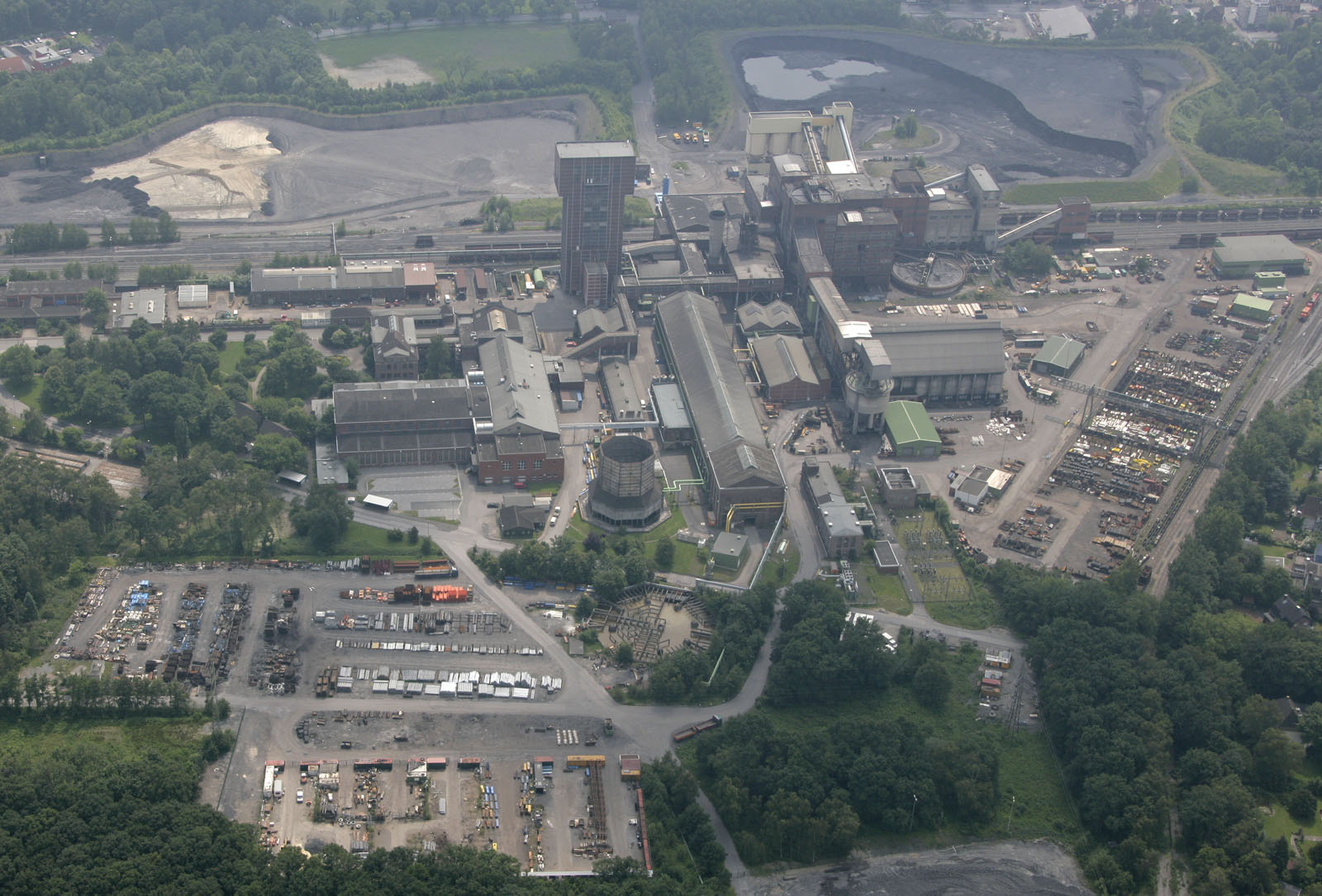
Tagesanlagen der Zeche Heinrich-Robert in Hamm (2007)

Unter Tagesanlagen, früher auch Tagegebäude, versteht man die oberirdischen Betriebsteile eines Bergwerks. Die Tagesanlagen entwickelten sich im Zuge der Industrialisierung aus einfachsten Einrichtungen wie Haspeln über einfache Anlagen wie Malakow-Türme zu großindustriellen Komplexen. Im frühen Bergbau wurden die Preise der Anteilscheine eines Bergwerks nach dem Umfang und der Größe der Tagesanlagen des zu bewertenden Bergwerks festgelegt.

## Allgemeines
Die erforderlichen Tagesanlagen eines Bergwerks müssen im Vorfeld ermittelt und geplant werden. Dies gilt insbesondere für die Größe und die Anzahl der erforderlichen Tagesanlagen. Im Vorfeld muss geplant werden, an welcher Stelle des zur Verfügung stehenden Geländes welches Bauwerk erbaut wird. Dabei muss berücksichtigt werden, welche Lebensdauer und welche Betriebsgröße das zu erstellende Bergwerk hat. Außerdem muss berücksichtigt werden, welcher Bodenschatz abgebaut wird. Durch eine sorgfältige und gute Planung der Transportwege wird eine Trennung der Produkte (Erz, Kohle) vom Material (z. B. Grubenausbau) erreicht. Des Weiteren müssen die Tagesanlagen so konzipiert sein, dass die anfahrenden und ausfahrenden Bergleute ungefährdet von der Kaue, z. B. durch einen unterirdischen Mannschaftskanal, bis zum Schacht und zurückgehen können. Der Bau der Tagesanlagen muss möglichst zeitgleich mit der Beendigung der Aufschlussarbeiten erledigt sein. Eine zu frühe Fertigstellung der jeweiligen Tagesanlagen führt zu unnötigen Zinsverlusten, eine verspätete Fertigstellung zum Verlust von Betriebsgewinnen. Bei der Errichtung der Gebäude muss auch die möglichst verlustarme Führung von Energieleitungen von den Energieerzeugungsanlagen zu den Verbrauchern berücksichtigt werden. Hinzu kommt, dass die architektonische Ausführung der jeweiligen Gebäude an die technisch-wirtschaftlichen Anforderungen angepasst wird. Des Weiteren ist die Nutzung der Abwärme der Maschinen beim Bau zu berücksichtigen. In der Regel haben die Tagesanlagen eine kürzere Lebensdauer als das Grubengebäude. In den meisten Fällen werden die Tagesanlagen nach der Schließung des Bergwerks abgerissen, nur einige bleiben für eine Nachnutzung oder als Denkmal erhalten.

## Tagesanlagen im frühen Bergbau
Die frühen Stollenbergwerke hatten nur wenige Tagegebäude. Vor dem Stollenmundloch befand sich ein kleines Gebäude, welches die Bergleute als Kaue bezeichneten. Diese Kaue diente dem Schutz des Stollenmundloches. Hatte das Bergwerk für die Förderung einen Haspel, so wurde dieser zum Schutz der dort arbeitenden Bergleute mit einer Kaue versehen. Zusätzlich diente diese Kaue dem Schutz des Schachtmundes. Um das Gezähe der Bergleute und die benötigten Materialien sicher aufbewahren zu können, hatten die Bergwerke in der Regel ein Huthaus. Hier wohnte der Hutmann, der auf dem Bergwerk die Aufsicht führte und gleichzeitig für die Übernahme und Ausgabe des Gezähes verantwortlich war. In dem Huthaus versammelten sich die Bergleute vor Schichtbeginn zum Gebet. In einigen Gegenden gab es auch Bethäuser. Um das verschlissene Gezähe schmieden zu können oder sonstige Bergschmiedearbeiten durchführen zu können, war auf größeren Bergwerken eine Bergschmiede vorhanden. Die Schmiedearbeiten wurden von einem Bergschmied ausgeführt.
Bevor die geförderten Bodenschätze verkauft werden konnten, mussten sie in mehreren Schritten aufbereitet werden. Hierfür waren weitere Tagegebäude erforderlich. Zunächst mussten die großen Brocken in einem Pochwerk zerkleinert werden. Die Pochwerke waren in der Regel in die Schmelzhütten oder Eisenhämmer integriert. Es gab aber auch größere Bergwerke, die mit einem eigenen Pochwerk ausgerüstet waren. Damit die Erze vom tauben Gestein getrennt werden konnten, hatten die jeweiligen Bergwerke ein Scheidehaus. Hier waren mehrere Scheidebänke aufgebaut, an denen Scheidejungen die Erze vom tauben Gestein trennen mussten. Anschließend mussten die so geschiedenen Erze noch mittels Wasser weiter aufbereitet werden. Hierfür hatten die Bergwerke ein Gebäude, in dem die Setzwäsche aufgebaut war, mit der das Erz vom restlichen noch vorhandenem Gestein und Unrat getrennt wurde. Weitere Tagegebäude waren die erforderlichen Wasserhaltungsmaschinen und die dazugehörigen Göpel.

## Tagesanlagen im industriellen Bergbau
Bis Anfang der 1850er Jahre wurde in der Regel noch aus geringen Teufen gefördert. Hinzu kam, dass die Leistungsfähigkeit der einzelnen Bergwerke noch relativ gering war. Gegen Ende des 19. Jahrhunderts drang man beim Tiefbau in immer größere Teufen vor. Auch wurden die Bergwerke immer leistungsfähiger. Die Bergwerksbetreiber waren nun gezwungen, die Tagesanlagen entsprechend anzupassen. Aus diesem Grunde wurden die Tagesanlagen der Bergwerke immer umfangreicher. Auch wurden im Laufe der Jahre immer größere Bauwerke gebaut. Dies macht sich insbesondere bei den Fördereinrichtungen wie Fördergerüsten, Fördertürmen und Fördermaschinengebäuden bemerkbar. Zuerst wurden die Fördergerüste aus Holz gebaut. Eine weitere Ausbaustufe waren die gemauerten Malakowtürme. Ab der Mitte der zweiten Hälfte des 19. Jahrhunderts kamen Fördergerüste aus Stahl zum Einsatz. Anfang des 20. Jahrhunderts wurden die Tagesanlagen weiter ausgebaut. So wurden die Aufbereitungsanlagen modernisiert, um die Rohstoffe weiter zu veredeln. Es wurden die ersten größeren Zechenkraftwerke gebaut. Weitere Tagesanlagen sind der Grubenlüfter, die Betriebswerkstätten, Materiallager, Sozial- und Verwaltungsgebäude und die Waschkaue. Hinzu kommt die Markenkontrolle, das ist eine Funktions- und Gebäudegruppe die der Überwachung der unter Tage arbeitenden Bergleute dient. Außerdem gibt es Anlagen zur Verladung und Verkauf, deren Besonderheit, bei Transport über die Straße, der Landabsatz ist. Einige größere Steinkohlenbergwerke sind mit einer Kokerei ausgestattet.

## Fotos

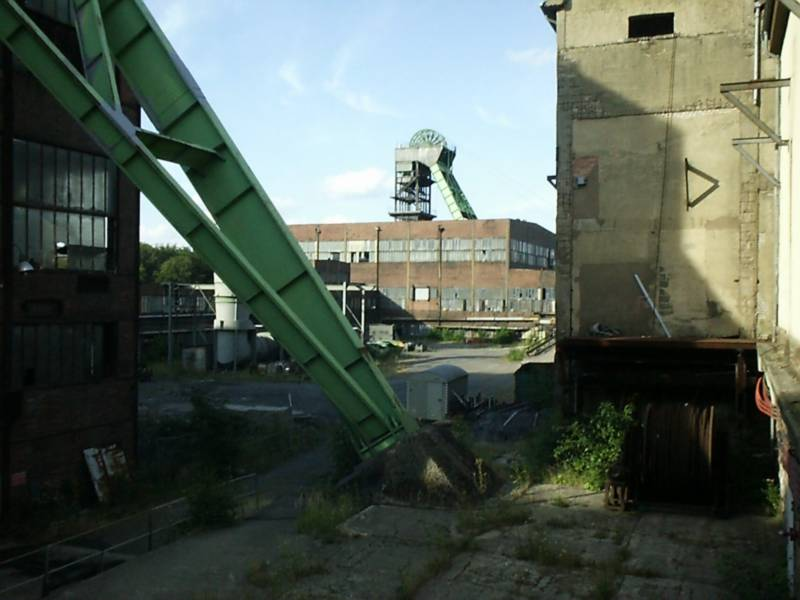
Tagesanlagen einer Steinkohlenzeche
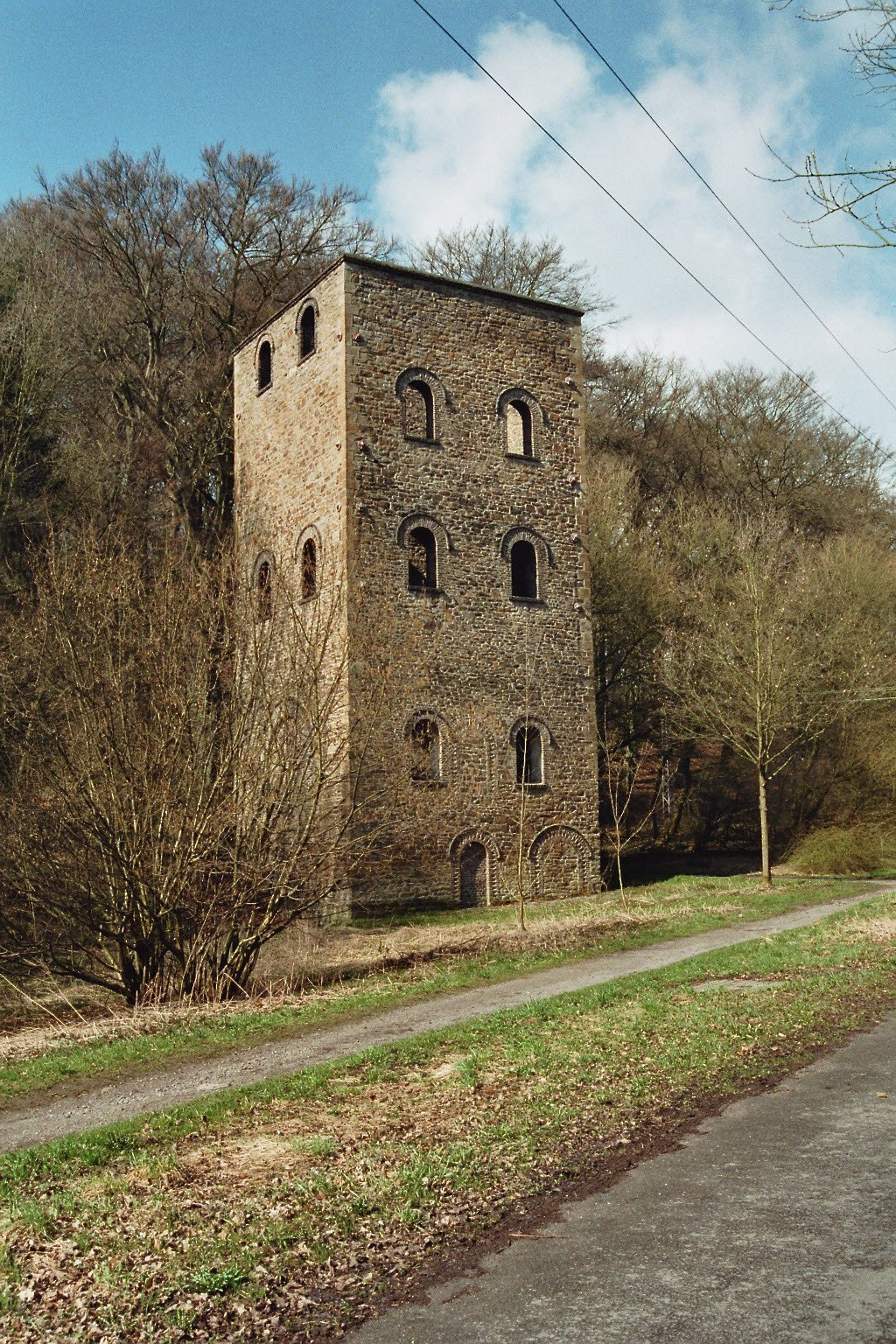
Malakow-Turm der Zeche Brockhauser Tiefbau in Bochum-Stiepel
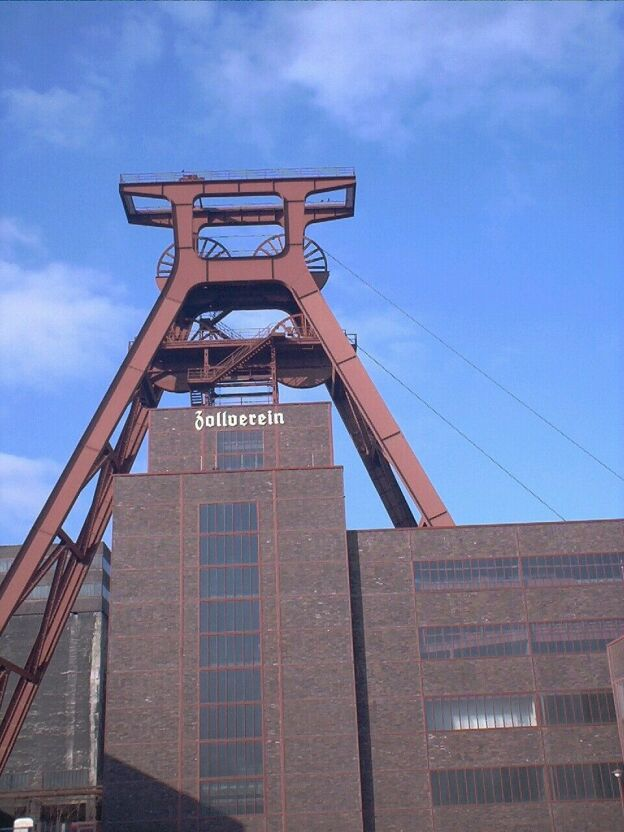
Fördergerüst der Zeche Zollverein in Essen
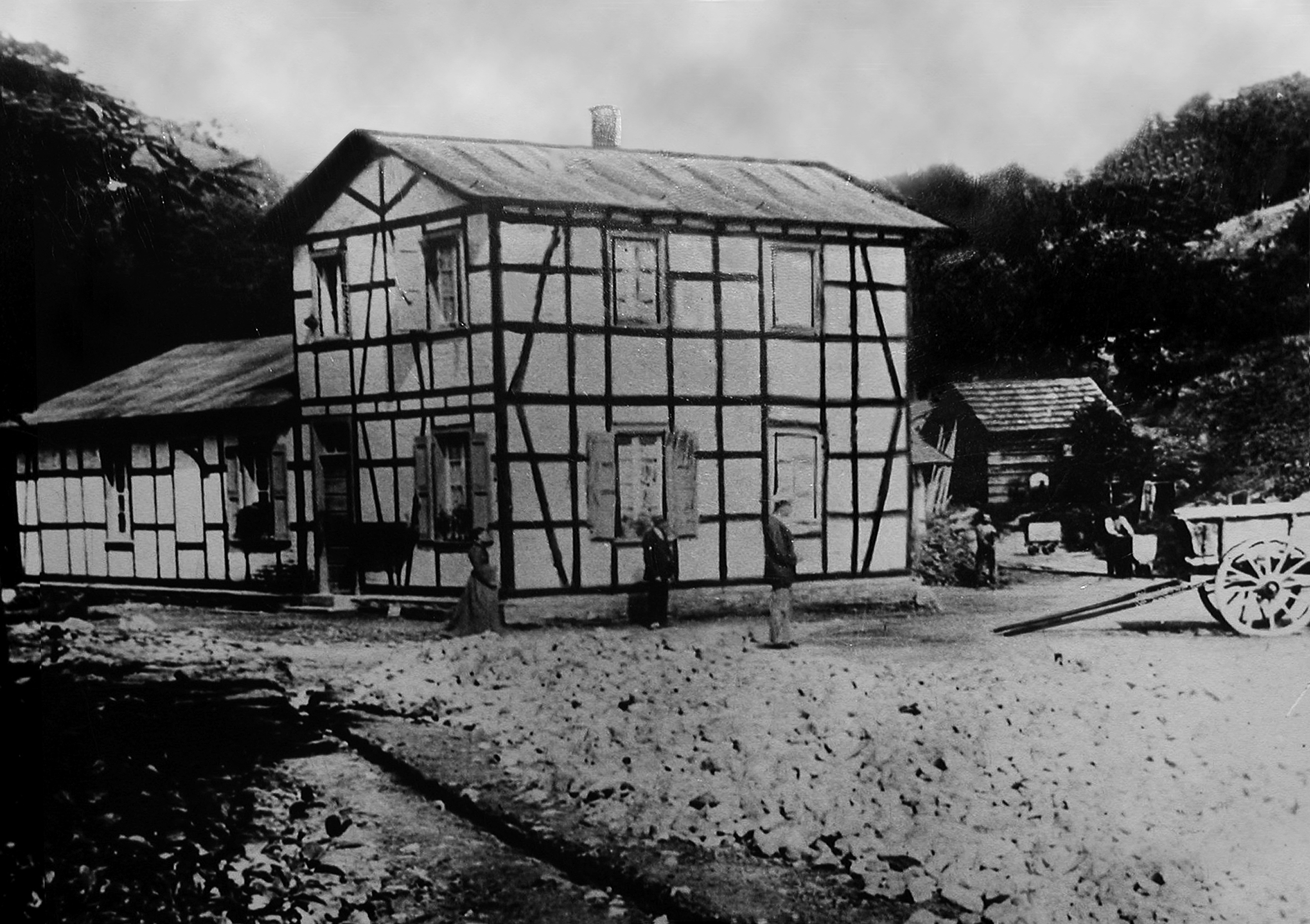
Huthaus eines Bergwerks
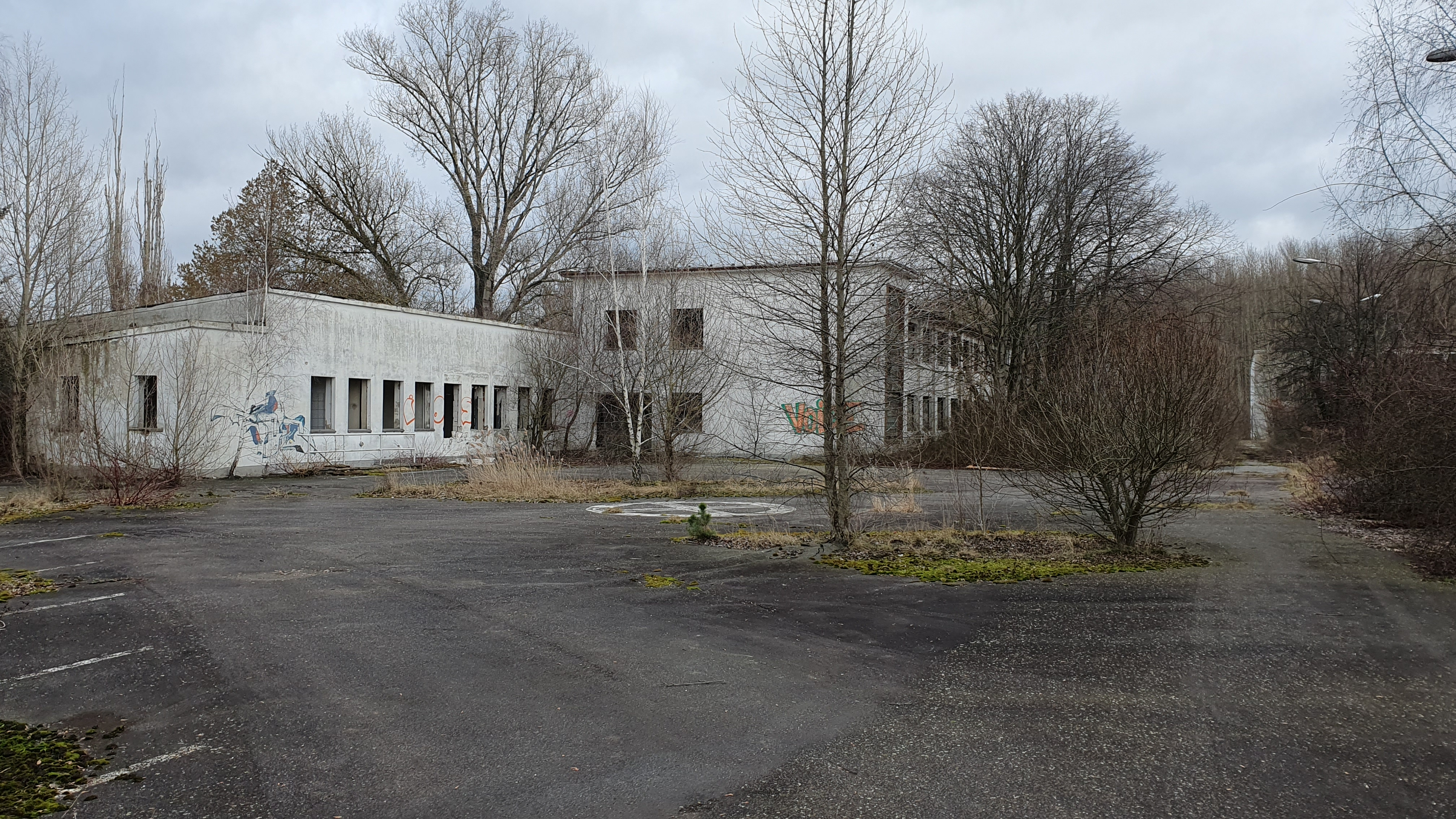
Tagesanlagen des Tagebaus Phönix-Nord; im Bild als ehem. Verwaltungsgebäude des späteren Glaswerkes Maltitz